# Équipe cycliste Selle Italia Ghezzi
L'équipe cycliste Selle Italia Ghezzi est une ancienne équipe cycliste féminine basée en Italie. Elle a son siège à Monza près de Milan en Lombardie. L'équipe est dirigée durant toute son existence par Walter Zini. Edita Pučinskaitė, Fabiana Luperini en ont notamment fait partie.

## Histoire de l'équipe
L'équipe est dirigée durant toute son existence par Walter Zini. Après son arrêt, ce dernier crée l'équipe Bepink en 2012.
Elle a son siège à Monza près de Milan en Lombardie.

## Classements UCI
Ce tableau présente les places de l'équipe Menikini-Selle Italia au classement de l'Union cycliste internationale en fin de saison, ainsi que ses meilleures coureuses au classement individuel.
| Année | Classement par équipes | Meilleure coureuse au classement individuel |
| 2000  | 11e                    | Priska Doppmann (42e)                       |
| 2001  | 7e                     | Olga Slyusareva (13e)                       |
| 2002  | 9e                     | Valentina Polkhanova (15e)                  |
| 2003  | 13e                    | Alison Wright (30e)                         |
| 2004  | 7e                     | Olga Slyusareva (16e)                       |
| 2005  | 3e                     | Edita Pučinskaitė (5e)                      |
| 2006  | 8e                     | Edita Pučinskaitė (11e)                     |
| 2007  | 8e                     | Fabiana Luperini (13e)                      |
| 2008  | 4e                     | Fabiana Luperini (13e)                      |

## Principales victoires

### Compétitions internationales
Cyclisme sur route
- Championnats d'Europe : 1
  - Contre-la-montre espoirs : 2002 (Olga Zabelinskaya)
- Championnats d'Océanie : 1
  - Course en ligne : 2007 (Rochelle Gilmore)

Cyclisme sur piste
- Jeux olympiques : 1
  - Course aux points : 2004 (Olga Slyusareva)
- Championnats du monde : 2
  - Course aux points : 2004 (Olga Slyusareva)
  - Scratch : 2005 (Olga Slyusareva)

### Championnats nationaux
| Cyclisme sur route - Championnats d'Italie : 2 - Course en ligne : 2008 (Fabiana Luperini) - Contre-la-montre : 2006 (Silvia Valsecchi) - Championnats du Japon : 4 - Course en ligne : 2006, 2007, 2008 (Miho Oki) - Contre-la-montre : 2006 (Miho Oki) - Championnats de Lituanie : 1 - Contre-la-montre : 2006 (Edita Pučinskaitė) | - Championnats de Russie : 1 - Contre-la-montre : 2004 (Olga Slioussareva) - Championnat du Salvador : 1 - Course en ligne : 2006 (Evelyn García) Cyclisme sur piste - Championnats d'Italie : 1 - Course aux points : 2004 (Emanuela Brigati) |

### Grands tours
| - Tour d'Italie - Participations : 1 (2004) - Victoires d'étapes : - 1 en 2004 : Olga Slioussareva - 2 en 2006 : Marta Vilajosana Andreu, Edita Pučinskaitė - 2 en 2007 : Fabiana Luperini (2) - Victoires finales : 2006 (Edita Pučinskaitė), 2007 (Fabiana Luperini) | - Tour de l'Aude - Participations : - Victoires d'étapes : - 1 en 2004 : Alison Wright - 1 en 2007 : Fabiana Luperini - 1 en 2008 : Susanne Ljungskog - Victoire finale : 2008 (Susanne Ljungskog) |

## Partenaires
En 2000 et 2001 l'équipe est parrainée par l'entreprise Carpe Diem. En 2001 et 2002, Itera (en) un conglomérat russe finance l'équipe. En 2003, la marque de cycle Guerciotti est le partenaire principal. En 2004 et 2006, l'entreprise de robinetterie italienne Nobili Rubinetterie soutient à l'équipe. De 2005 à 2007, l'entreprise de nettoyage Menikini est également partenaire. En 2005 et 2006, le courtier en assurance Cogeas finance l'équipe. L'entreprise d'adhésifs Gysko parraine la formation en 2007. La marque de selles Selle Italia est partenaire en 2008 et 2009. La société de cosmétiques Masters Color finance en 2008. Enfin, le préparateur de moto italien Ghezzi sponsorise en 2009.

## Encadrement
L'équipe est dirigée dès sa création par Walter Zini. Walter Ricci Petitoni est représentant de l'équipe à partir d'au moins 2005. Walter Zini est assisté par Roberto Rossi en 2005 et 2006. En 2006, Catherine Marsal est également gérante adjointe. Ce poste est occupé par Fortunato Lacquaniti de 2007 à 2009. Francesco Fabbri est adjoint en 2009. Il était l'année précédente chez Forno d'Asolo.

## Selle Italia Ghezzi en 2009

### Arrivées et départs
| Arrivées                  | Équipe 2008                  |
| ------------------------- | ---------------------------- |
| Agne Bagdonaviciutė       |                              |
| Kaytee Boyd               |                              |
| Laura Bozzolo             | SC Michela Fanini Record Rox |
| Martine Bras              |                              |
| Giuseppina Grassi Herrera |                              |
| Luisa Tamanini            |                              |
| Sabrina Zogli             |                              |

| Départs           | Équipe 2009 |
| ----------------- | ----------- |
| Natalie Bates     |             |
| Olivia Gollan     | retraite    |
| Kori Seehafer     |             |
| Susanne Ljungskog | Flexpoint   |
| Miho Oki          |             |
| Marina Romoli     |             |
| Trine Schmidt     | Flexpoint   |
| Olga Slyusareva   |             |

### Effectif
| Cycliste                  | Date de naissance | Nationalité      | Équipe 2008                         |  |
| ------------------------- | ----------------- | ---------------- | ----------------------------------- |  |
| Agne Bagdonaviciutė       | 4 juin 1985       | Lituanie         |                                     |  |
| Giada Borgato             | 15 juin 1989      | Italie           | Menikini-Selle Italia-Masters Color |  |
| Kaytee Boyd               | 28 février 1978   | Nouvelle-Zélande |                                     |  |
| Laura Bozzolo             | 28 septembre 1985 | Italie           | SC Michela Fanini Record Rox        |  |
| Martine Bras              | 17 mai 1978       | Pays-Bas         | Vrienden van het Platteland         |  |
| Sigrid Corneo             | 27 avril 1971     | Slovénie         | Menikini-Selle Italia-Masters Color |  |
| Lorena Foresi             | 11 avril 1988     | Italie           | Menikini-Selle Italia-Masters Color |  |
| Giuseppina Grassi Herrera | 29 août 1976      | Mexique          |                                     |  |
| Oxana Kozonchuk           | 28 mai 1988       | Russie           | Menikini-Selle Italia-Masters Color |  |
| Fabiana Luperini          | 14 janvier 1974   | Italie           | Menikini-Selle Italia-Masters Color |  |
| Gloria Presti             | 29 septembre 1989 | Italie           | Menikini-Selle Italia-Masters Color |  |
| Luisa Tamanini            | 31 janvier 1980   | Italie           |                                     |  |
| Silvia Valsecchi          | 19 juillet 1982   | Italie           | Menikini-Selle Italia-Masters Color |  |
| Sabrina Zogli             | 21 mars 1986      | Italie           |                                     |  |

### Victoires

#### Sur route
| Date       | Course                       | Pays      | Classe | Vainqueur        |
| ---------- | ---------------------------- | --------- | ------ | ---------------- |
| 1er mai    | 2e étape du Gracia Orlova    | Tchéquie  | 2.2    | Fabiana Luperini |
| 26 juillet | 6e étape du Tour de Thuringe | Allemagne | 2.1    | Fabiana Luperini |

#### Sur piste
| Date        | Course                            | Pays      | Classe | Vainqueur   |
| ----------- | --------------------------------- | --------- | ------ | ----------- |
| 18 janvier  | Poursuite par équipes à Pékin     | Chine     | CDM    | Kaytee Boyd |
| 21 novembre | Poursuite par équipes à Melbourne | Australie | CDM    | Kaytee Boyd |

### Classement UCI
| Rang | Coureur                   | Points |
| ---- | ------------------------- | ------ |
| 37   | Martine Bras              | 157,25 |
| 41   | Fabiana Luperini          | 133    |
| 62   | Luisa Tamanini            | 83,25  |
| 100  | Sigrid-Teresa Corneo      | 40     |
| 102  | Giuseppina Grassi Herrera | 39     |
| 116  | Gloria Presti             | 33     |
| 119  | Laura Bozzolo             | 31,25  |
| 127  | Laurena Foresi            | 28,25  |
| 145  | Kaytee Boyd               | 20     |
| 237  | Silvia Valsecchi          | 8      |
| 372  | Oxana Kostenko            | 2      |

### Dissolution de l'équipe
| Arrivées | Équipe 2009 |
| -------- | ----------- |

| Départs                   | Équipe 2010              |
| ------------------------- | ------------------------ |
| Agne Bagdonaviciutė       |                          |
| Giada Borgato             | Gauss Rdz Ormu           |
| Kaytee Boyd               |                          |
| Laura Bozzolo             |                          |
| Martine Bras              | Gauss Rdz Ormu           |
| Sigrid Corneo             | Top Girls Fassa Bortolo  |
| Lorena Foresi             | Safi-Pasta Zara          |
| Giuseppina Grassi Herrera | Fenixs - Petrogradets    |
| Oxana Kozonchuk           | Safi-Pasta Zara          |
| Fabiana Luperini          |                          |
| Gloria Presti             | Top Girls Fassa Bortolo  |
| Luisa Tamanini            | ACS Chirio Forno d'Asolo |
| Silvia Valsecchi          | Top Girls Fassa Bortolo  |
| Sabrina Zogli             |                          |